# GLP J-REIT
GLP J-REIT（東證1部：3281）是由普洛斯分拆的房地產信託基金，主要持有日本的物流設施。
2012年12月21日，GLP J-REIT在東京證券交易所上市，集資約14億美元。2013年9月，GLP J-REIT宣佈以76.6億日元收購9項物流設施。

## 外部連結
- GLP J-REIT（页面存档备份，存于）